# Temple fenici de Kharayeb
El temple fenici de Kharayeb (àrab: معبد الخرايب الفينيقي, maʿbad al-Ḫarāyib al-fīnīqī) és un temple històric de la ciutat de Kharayeb, situada a l'interior de Tir, al sud de Líban. Va ser excavat en tres missions arqueològiques. La primera, dirigida pel cap de la Direcció General d'Antiguitats del Líban, Maurice Chehab, al 1946, tragué a la llum un temple del període hel·lenístic i milers d'estatuetes d'argila datades entre el segle vi aC i el segle i aC. El 1969, l'arqueòleg libanés Ibrahim Kaoukabani feu una sèrie d'excavacions al Líban, així com una de més recent el 2009, finançada pel govern italià, en què es feren importants descobriments sobre les pràctiques de culte i una reconstrucció detallada de l'arquitectura del temple.
Els orígens del santuari es remunten al segle vi aC, amb l'assentament de centres agrícoles rurals a la vora de la creixent ciutat de Tir. Al principi, es degué edificar un temple de materials peribles, del qual es conserven bocins d'estàtues de pedra. Uns tres segles més tard, durant el període hel·lenístic, un edifici nou més gran substituí l'estructura originària. Aquest temple hel·lenístic estava voltat d'un pati pavimentat i constava d'un vestíbul quadrat que donava a una sala rectangular més petita. L'interior estava ornat amb estuc, un sòl central de mosaic i decoracions als murs de pasta de vidre en forma de gemma. L'exterior tenia una cornisa, una llinda amb un disc solar amb dos ureus (la serp sagrada símbol de sobirania i divinitat de l'Antic Egipte), i l'entrada la flanquejaven dues estàtues masculines dempeus d'estil egipci. L'arquitectura seguia el disseny preclàssic dels temples de Fenícia, caracteritzat per trets específics com l'«entrada en colze» i l'orientació est-oest.
S'hi trobà molts objectes, com ara milers de figuretes de terracota i gots en miniatura, així com inscripcions, que proporcionen informació sobre les pràctiques religioses de la població rural fenícia. Les figuretes de terracota de l'edat del ferro II i de l'Imperi aquemènida representaven diversos temes, com ara dones embarassades, figures masculines i divinitats. Durant el període hel·lenístic, noves tècniques de modelat introduïren temes grecs i imatges de deïtats com ara Afrodita i Hermes. Les pràctiques religioses del temple continuaven sent fidels a les tradicions fenícies i formaven part d'un sistema de culte més ampli a l'interior de Tir, amb rituals semblants en els diferents temples de la zona.
La deïtat a la qual estava dedicat el santuari no s'ha identificat perquè les inscripcions desenterrades manquen de noms de déus. Les nombroses figuretes de xiquets desenterrades suggereixen que el temple podria ser un petit centre religiós rural dedicat a deïtats de curació i salvació, amb rituals associats al part i la infantesa. La troballa d'unes 8.000 figuretes de terracota indica una intensa activitat religiosa que cessà en el segle i aC.

## Història
Les excavacions arqueològiques realitzades a Kharayeb i voltants han revelat un complex d'assentaments que abasta diversos períodes, des de la prehistòria fins a l'època otomana (1516-1918). La zona estigué habitada des del Paleolític mitjà, com demostren les eines de sílex descobertes. Els primers indicis d'ús agrícola de la zona procedeixen del jaciment arqueològic de Jemjim, on les excavacions han revelat un assentament rural amb un complex sistema de cisternes que data de l'edat del ferro, juntament amb ceràmiques que indiquen una ocupació que es remunta al segon mil·lenni ae.

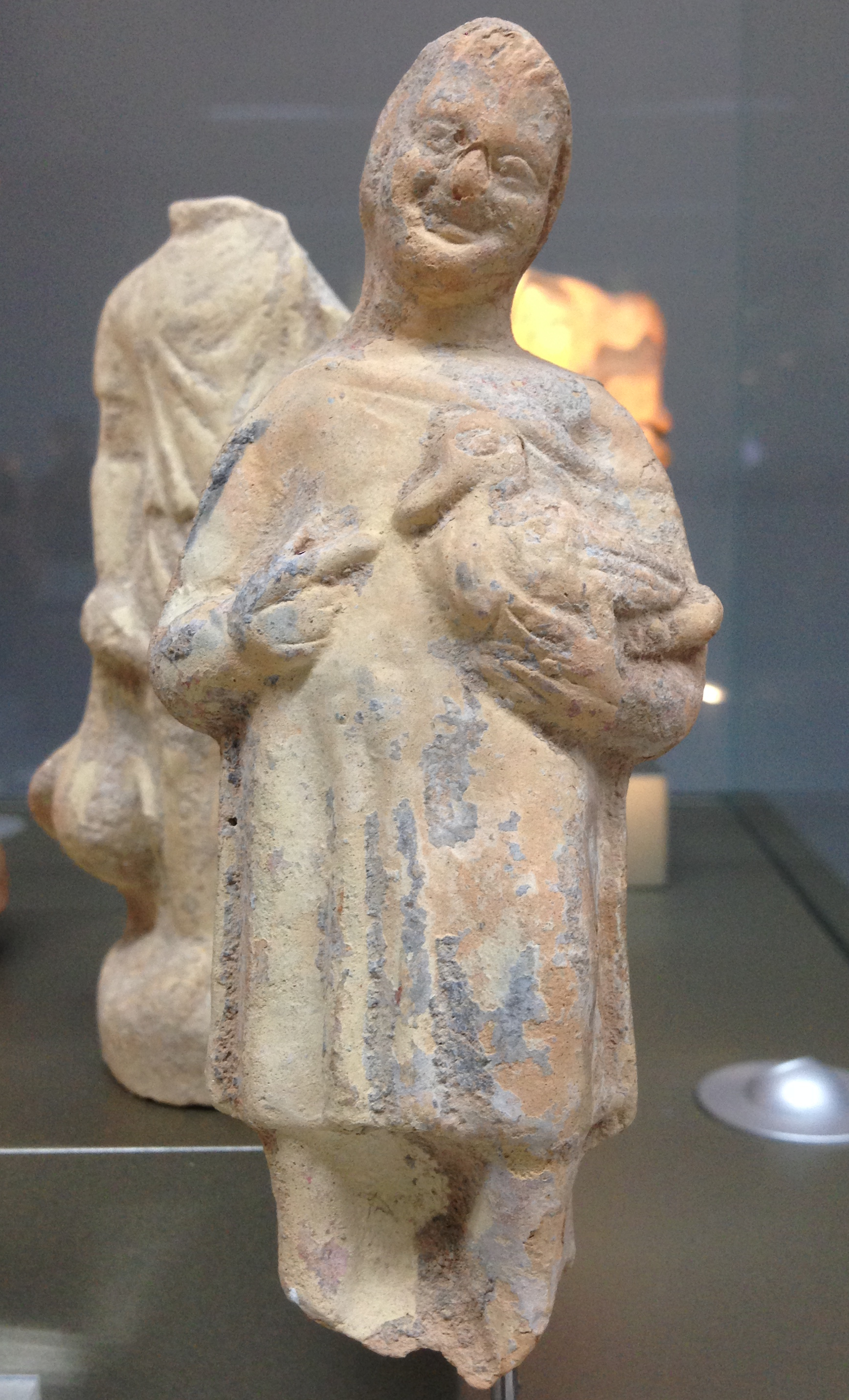
Figureta de terracota que sosté un ànec procedent del temple de Kharayeb, al Museu Nacional de Beirut

Durant l'Imperi aquemènida (539-330 ae), quan Fenícia era sota el seu domini, l'economia fenícia va florir i la població de les ciutats costaneres cresqué, la qual cosa feu necessària l'optimització de recursos als respectius territoris. Els perses van donar suport a aquest desplegament fomentant l'agricultura intensiva i el regadiu. La subsistència de la ciutat de Tir estava assegurada pels centres agrícoles rurals, que s'estenien de la costa fenícia al mont Carmel de Palestina. Aquestes zones rurals, especialment les situades prop dels rius, exerciren un paper crucial en l'economia de Tir i foren testimonis de l'aparició d'una sèrie d'assentaments planificats. És en aquest context d'organització territorial quan comença la construcció d'un lloc de culte a Kharayeb cap al segle VI ae. El temple de Kharayeb al costat d'un riu i en un context relativament aïllat es va produir en una època en què els cultes a deïtats de curació i salvació estaven sorgint en tot el Llevant mediterrani.
Després de la conquesta de l'Imperi persa per Alexandre el Gran l'any 330 ae, i la seua prematura mort, sorgiren diferents regnes hel·lenístics a les terres conquistades: l'Imperi selèucida a Àsia Occidental i l'Egipte ptolemaic. La cultura i la llengua gregues es van estendre fins a l'Índia, donant lloc a una fusió de l'antiga Grècia i les cultures locals. A Fenícia, malgrat l'ús predominant de l'idioma fenici, les institucions i estructures organitzatives de les ciutats costaneres mostraven una pronunciada influència hel·lenística. Aquesta influència cultural grega és menys detectable a les regions rurals de l'interior. L'historiador Peter Green subratlla que els estrats socials de qualsevol societat evolucionen històricament a diferents velocitats i de diferents maneres. En època hel·lenística, com en molts altres períodes, una regla general segura és "com més baix, més lent". Per al fellah d'Egipte, o la pagesia de Grècia i Anatòlia, molt poc canvià durant aquests tres segles, tret de la identitat i, a vegades, la severitat dels opressors (en la seua majoria estrangers), l'objectiu indestructible de la qual era traure'ls tants diners en impostos i mà d'obra com fos possible sense provocar una revolució massiva. Durant aquest període, el santuari fou completament reconstruït. A les ciutats costaneres fenícies, fortament hel·lenitzades, sorgí un auge en l'ús d'imatges, temes i motius artístics inspirats en l'Egipte grec i ptolemaic. Les inscripcions al santuari de Kharayeb, totes en fenici, indiquen la persistent adhesió de la població rural a la seua llengua i les pràctiques religioses tradicionals. La mateixa conclusió podria extraure's de les inscripcions predominantment fenícies del proper santuari d'Umm al-Amad. No totes les inscripcions d'Umm al-Amad estan en fenici, una està en grec i diu ("ΑΒΔΗΛΙ[ΜΟΣ] / ΤΥΡΙΟΣ Χ[ΑΙΡΕ]" [Abdelim de Tir, adeu]). En la zona del santuari no s'han trobat proves arqueològiques posteriors al final del període hel·lenístic, la qual cosa suggereix que l'activitat del temple cessà, després d'un llarg període de prosperitat i ús intensiu, en el segle i aC.

### Descobriment modern

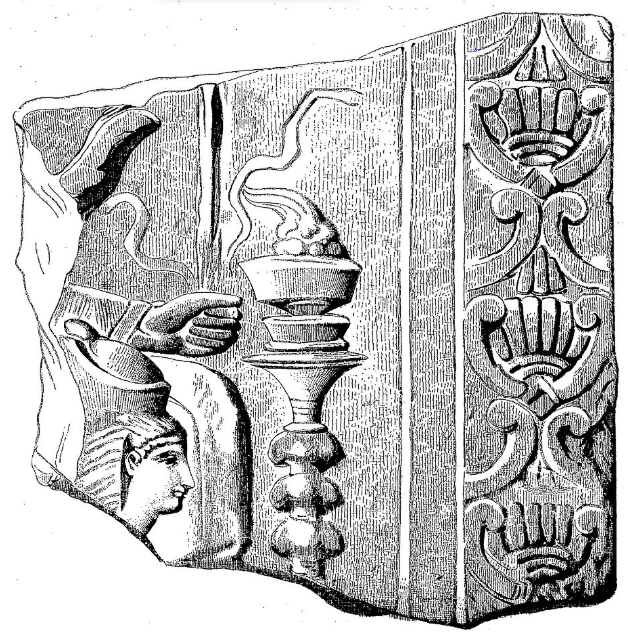
Esbós del relleu de Jemjim, actualment al Museu del Louvre francés

La zona que envolta Kharayeb produí una sèrie d'objectes antics que cridaren l'atenció d'erudits i exploradors des del segle xix. Algunes d'aquestes troballes van ser documentades per orientalistes. A l'abril del 1863, es descobrí entre els materials de construcció d'una casa de Jemjim una llosa de marbre amb una intricada escultura en relleu, que es creia que era un fragment del marc d'una porta. La llosa va ser adquirida pel caçatresors local Alphonse Durighello. En el relleu, una figura femenina asseguda porta una corona doble egípcia (pskent), i sosté un cremador d'encens al seu davant. La vora dreta de la llosa està decorada amb motius fenicis amb palmetes. En Mission de Phénicie, l'escriptor francés Ernest Renan va informar del descobriment a la ciutat de "Djamdjîne" (Jemjim). Els habitants de Kharayeb anomenaven Juret el-Khawatem ('el pou dels anells') la zona on més tard es va descobrir el temple fenici. Aquest nom deriva de la pràctica de recollir els antics grans desenterrats al jaciment, que posteriorment s'utilitzaven en la creació de polseres i altres accessoris decoratius. Els vilatans també han anomenat la zona del santuari Mahdoumeh ('el lloc demolit') i, després de l'inici de les excavacions arqueològiques, al-Mathaf («el museu»).
El 1946, el cap de Direcció General d'Antiguitats del Líban, Maurice Chehab, va iniciar excavacions a Juret el-Khawatem, motivades pel descobriment d'estatuetes de terracota. Va desenterrar les restes d'un temple rectangular d'època hel·lenística. Davant de l'edifici, prop d'un pati, va descobrir un dipòsit subterrani que contenia milers d'estatuetes d'argila datades entre els segles VI i I ae. El 1969, l'arqueòleg libanés Ibrahim Kaoukabani va reprendre les excavacions del jaciment. Va desenterrar figuretes, elements arquitectònics significatius, com ara una llinda adornada amb ureus (representacions d'una serp sagrada), i dues grans estàtues que exhibien un abillament d'estil egipci. Kaoukabani publicà un informe preliminar d'excavació el 1973. El 2009, el govern italià finançà l'estudi de les estatuetes del santuari en les col·leccions de la Direcció General d'Antiguitats de Beirut, i al novembre del 2013, un nou projecte d'excavació en el jaciment del santuari de Kharayeb i voltants. L'equip estava dirigit pels arqueòlegs Ida Oggiano d'Itàlia i Wissam Khalil del Líban. Van aconseguir descobriments significatius, com ara una secció no descoberta fins llavors de l'edifici rectangular principal de culte. La missió italiana va realitzar una reconstrucció detallada del temple. En particular, l'equip va reconstruir digitalment els adorns arquitectònics originaris de l'estructura hel·lenística, mostrant intricats dissenys amb tessel·les de mosaic de colors, estuc i adorns de vidre.

## Arquitectura

### Estil del temple
El santuari de Kharayeb segueix el disseny del temple fenici preclàssic, el tipus de temple predominant a Fenícia i les seues dependències. Els temples fenicis de l'edat del ferro seguien un plànol semblant, amb característiques distintives. Els temples eren rectangulars, sovint amb una sala annexa més petita, i es construïen seguint un eix est-oest. El àditon (espai més sagrat), grec antic: ἄδῠτον, lit. 'no hi entreu', estava situat a la part occidental del temple. Una característica notable d'aquests temples era l'«entrada inclinada», en què l'entrada principal no se situava al centre. Aquests temples solien ser de menor grandària que la resta de l'arquitectura religiosa del Llevant meridional, una regió geogràfica que correspon aproximadament a les actuals Palestina i Jordània. L'arquitectura i les petites proporcions d'aquests temples indiquen que no estaven destinats a ús públic, sinó al clergat. Molts d'aquests elements es conserven en el disseny dels temples del període aquemènida final.

### Descripció
El santuari va ser modificat en diferents fases. Inicialment es va construir un temple entre l'edat del ferro II i el període aquemènida, però no n'han sobreviscut restes, perquè probablement es va construir amb materials peribles. En la primera fase, la zona sagrada albergava si més no una estàtua, avalada per la troballa d'un fragment d'una estàtua de petita grandària que data de la primera meitat del segle vi ae, trobat a 20 m al nord-oest del temple. Aquesta estàtua s'assembla a algunes estàtues xipriotes descobertes entre els materials del temple fenici de Maratos, però segueix sense saber-se amb certesa si l'estàtua de Kharayeb s'importà de Xipre o fou produïda a Fenícia. A més, Kaoukabani va trobar els peus d'una altra estàtua d'un tipus iconogràfic diferent. També s'hi han descobert objectes de culte de l'edat del ferro II o del període aquemènida, com ara estatuetes, atuells i ceràmiques petites i en miniatura, i altars en miniatura.

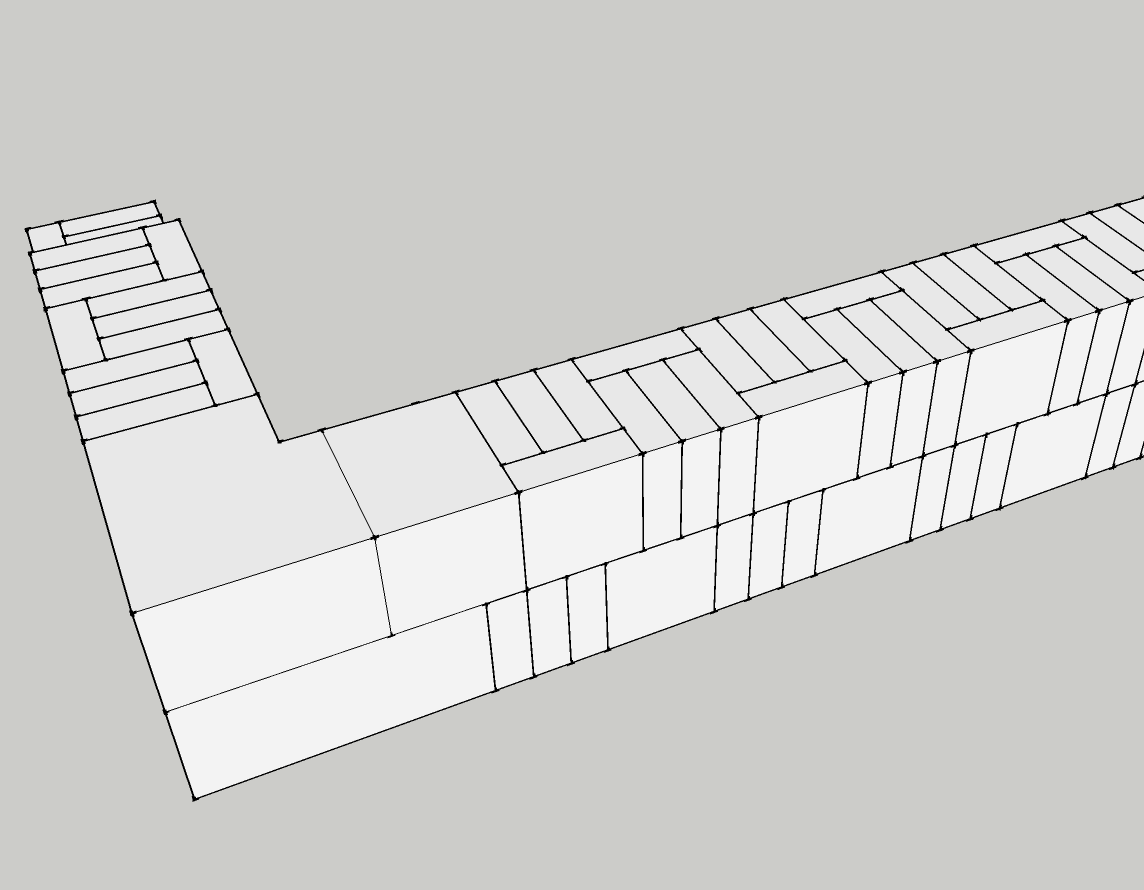
Tècnica constructiva de carreus utilitzada en el santuari fenici de Kharayeb.

A la primeria del període hel·lenístic, les estructures de l'edat del ferro II foren substituïdes per un edifici més gran i nou. La cambra principal del temple del període hel·lenístic que es conserva fa uns 13 × 11 m. Es van fer importants treballs de fonamentació per a anivellar el sòl per la inclinació del terreny rocós, i els murs alineats de nord a sud es construïren directament sobre el llit de roca. El santuari consistia llavors en un gran pati pavimentat que conduïa a la façana del temple orientada al sud-oest. El temple constava d'una gran sala quadrada que donava accés a una sala rectangular més menuda al costat oest-nord-oest. Els murs del santuari es feren amb pedres de diferents grandàries i grans blocs, emprant una típica filada, tècnica de construcció habitual en els edificis d'època aquemènida i hel·lenística a Fenícia. Totes les parets eren cobertes amb arrebossat de calç, i l'interior estava polit.
L'exterior del temple estava adornat amb elements de disseny arquitectònic habituals en els edificis sagrats de la zona de Tir, com ara una llinda decorada amb un disc solar flanquejat per ureus. El disseny de l'edifici i les decoracions s'assemblaven al santuari d'Umm al-Amad. L'entrada principal del temple, a la façana sud-oest, la flanquejaven dues estàtues masculines que vestien un tapall d'estil egipci, la shenti. Cada estàtua té un peu avançat (una a la dreta, l'altra a l'esquerra), i la millor conservada de les dues mostra rastres d'un animal sostingut sota el braç esquerre. Aquest tipus d'escultures són típiques de Fenícia i Xipre. A Fenícia, se'n troben exemples d'aquest tipus a Sarepta, Maratos, Biblos, Sidó, Tir i Umm al-Amad. Sembla que aquests grups escultòrics inspirats en Egipte eren figures protectores, i eren a l'entrada dels temples fenicis. Durant el període hel·lenístic, el sòl de la gran sala quadrada es pavimentà amb lloses planes de pedra. S'hi excavà un grup de tessel·les de mosaic multicolor, i això suggereix la presència d'un patró geomètric simple de mosaic al centre de la sala. Les parets interiors es decoraven amb estuc, semblant a l'ornamentació de les ciutats costaneres de Llevant durant aquest període, amb motius ovalats dels quals s'han trobat alguns exemples al jaciment de Kaoukabani. La decoració interior incloïa pastes de vidre en forma de gemmes disperses recollides pels vilatans per a fabricar joies, i també data del període hel·lenístic.

## Artefactes i troballes
A més a més dels elements arquitectònics, decoratius i de culte, s'hi han trobat una gran quantitat d'objectes, com ara milers de figures de terracota i gots en miniatura que donen informació sobre les pràctiques religioses de la població nadiua.(24)

### Estatuetes exvots de terracota

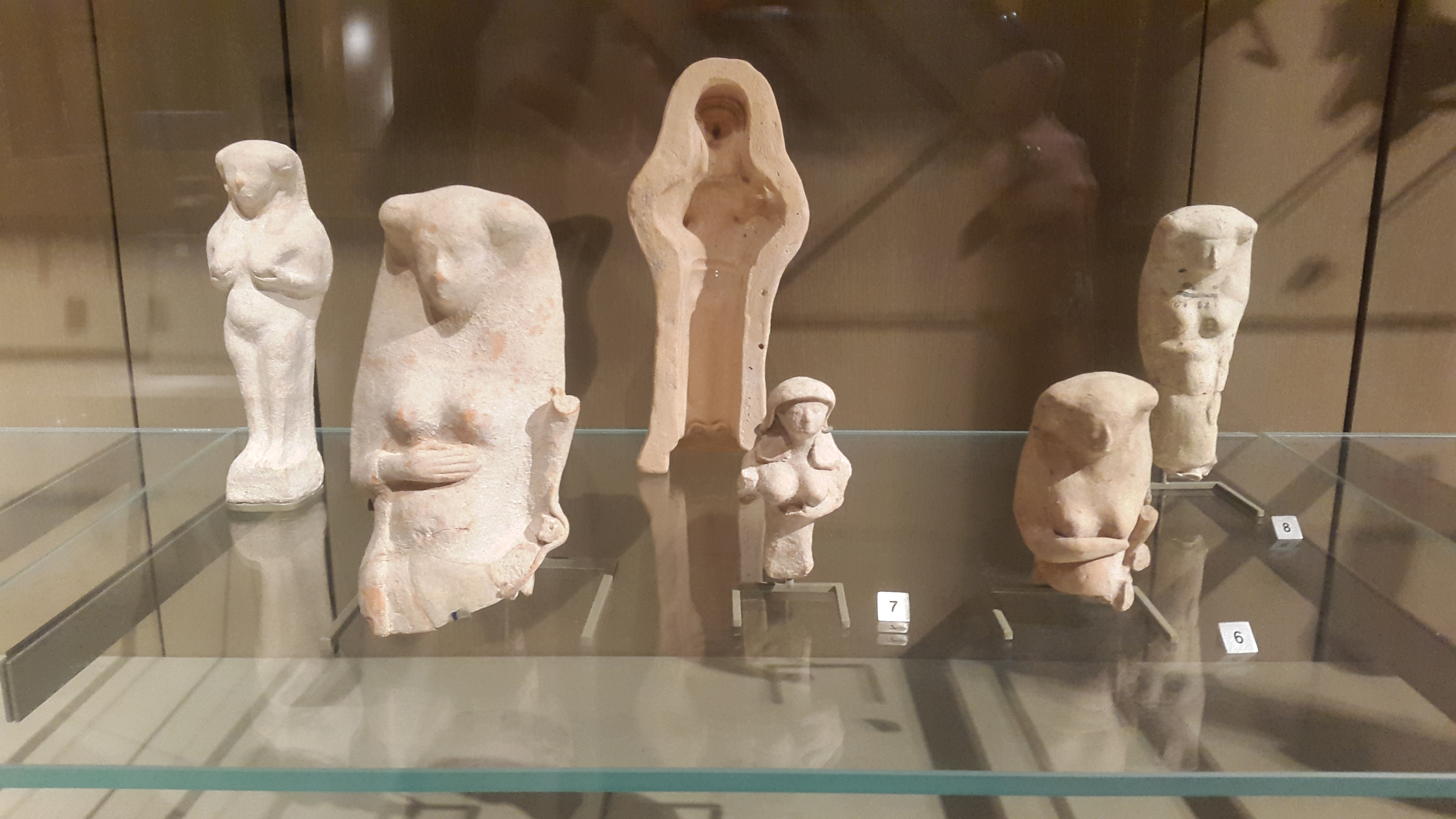
Figuretes de l'edat del ferro de Kharayeb i Tir, al Museu Nacional de Beirut

Al jaciment aparegueren figures de terracota de l'edat del ferro II o del període aquemènida. Les feren artesans autòctons que produïen imatges d'un tipus ben documentat que es troba a Fenícia (Sarepta, Tir, Tell Keisan, Aczib, Dor) i Xipre. El repertori d'estatuetes d'exvots inclou dones embarassades, dones amb les mans al pit, figuretes masculines assegudes amb una corona egípcia o amb el pentinat pla, genets, tocadors de pandereta músics, i el déu Bes, una deïtat de l'antic Egipte adorada com a protector de les llars, mares, xiquets i parts. A partir d'aquest període, alguns tipus van ser influenciats per la producció grega oriental, com ara dones amb quitons, també documentades a Beirut i Sidó.
En el període hel·lenístic, una gran afluència de fidels impulsà a la utilització de la tècnica de motlles dobles, més eficient i rendible. La nova tècnica s'introduí des de destacats centres de producció d'estatuetes hel·lenístiques com Alexandria d'Egipte. Es van adquirir i van modificar motles originaris per a reflectir estils i el context locals, i les figuretes es fabricaren a Tir, com ho demostra l'argila analitzada amb feixos de ions, i la presència de lletres fenícies incises en les figures abans de la cocció. L'adquisició de motles amb iconografia grega introduí imatges de deïtats hel·lenístiques com ara Afrodita, Àrtemis, Demèter, Dionís, Eros, Hèracles i Hermes a Tir. El nombre d'estatuetes que representen deïtats és escàs en comparació amb el total de peces catalogades, la majoria subjectes femenins i masculins i, sobretot, xiquets i xiquetes jugant. Les imatges retraten l'entorn rural i pastoral en què vivien els usuaris de les figuretes. Hi havia moltes figures d'escolars i màscares de teatre que suggerien una àmplia gamma de fidels, inclosos els de les ciutats. La inclusió d'aquests motius reflecteix els aspectes culturals i educatius de la vida urbana hel·lenística, i això indica que el santuari atreia devots no sols de les zones rurals sinó també de les ciutats costaneres on aquests temes prevalien més en la vida diària. La influència d'Alexandria també hi és palesa per una sèrie de figures que representen Isis alletant Horus i Harpòcrates.

### Altres troballes

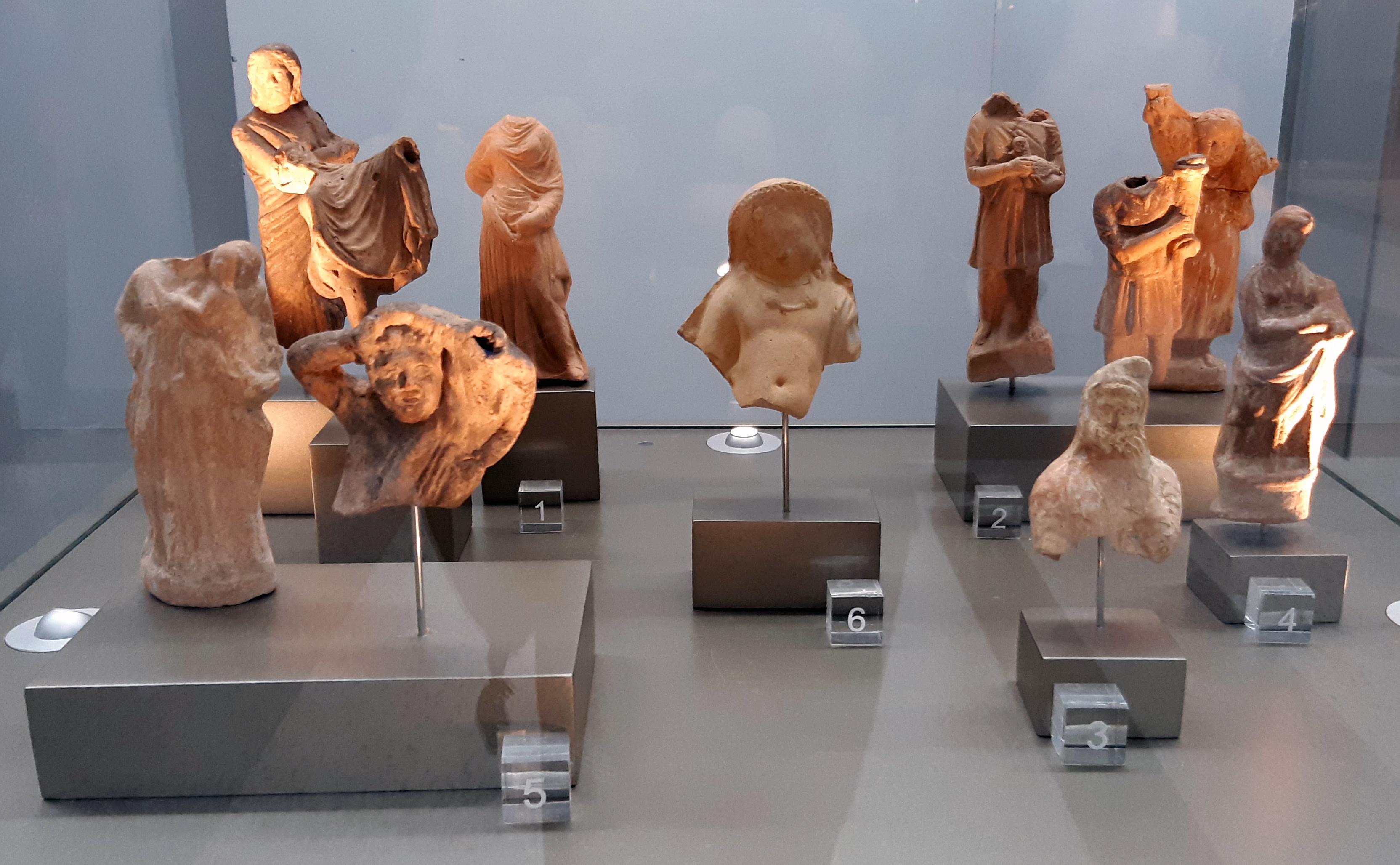
Estatuetes del període hel·lenístic (330–31 ae) de Kharayeb i Tir: mostren la influència grega), exhibides a l'Aeroport Internacional Rafic Hariri

Es van trobar gots de ceràmica de culte en miniatura en llocs del santuari, que s'havien utilitzat en rituals. La missió italiana trobà plats i bols petits sota el terra del temple, en les capes de la fase de l'edat del ferro II i del període aquemènida. La ceràmica de la fase hel·lenística conté peces petites, plats en miniatura i gerres petites. Chéhab hi va descobrir les restes d'un xai i un os del turmell usat per a l'endevinació dins d'una de les plaquetes desenterrades. També hi aparegueren altars en miniatura, que daten de l'edat del ferro II i del període aquemènida, semblants als trobats a Amrit, Sidó i Tell el-Burak.
Al jaciment hi havia inscripcions en estatuetes d'exvots, i en un fragment d'una estàtua de pedra calcària trobada per Chéhab al fons del temple. El fragment consta d'una base d'estàtua amb tots dos peus representats de perfil, amb una inscripció fenícia tallada entre les cames. Chéhab traduí la inscripció en el seu informe d'excavació del 1952: «Perquè escoltà la paraula dels seus servents». El 1955, revisà la interpretació, ara com: «...d'ells, perquè escoltà les seues paraules (oracions), que els beneïsca». La inscripció data del segle iv aC, tot comparant-la amb la del sarcòfag de Batnoam (KAI 11) i els grafits fenicis d'Abidos (KAI 49).

## Dedicació i funció
No s'ha identificat la deïtat adorada al temple ja que no s'esmenten noms de déus específics en les inscripcions. Chéhab proposà que era un centre de cultes iniciàtics, basats en les estatuetes que representen Demèter i Persèfone, les dees gregues de la collita i la primavera respectivament. D'altra banda, Kaoukabani suggerí que estava inicialment dedicat a Astarte. Segons ell, l'edifici era un mammisi, semblant a una capella que serveix per a rituals i cerimònies associades amb el naixement diví o la infantesa d'una deïtat. Va proposar a més que el culte degué adquirir característiques relacionades amb Demèter i incloïa elements místics. L'estudi de la terracota de les estatuetes contribuí a la comprensió del culte religiós. La historiadora italiana Maria Grazia Lancellotti el considerà un lloc religiós més petit que, com el temple d'Eshmun a Bustan el-Sheikh, als afores de Sidó, se centrava en la veneració de deïtats de curació i salvació, amb èmfasi en els rituals associats a la maternitat i la infantesa. Aquesta interpretació explicaria el descobriment de nombroses figures infantils al jaciment.
Segons Oggiano, les pràctiques religioses realitzades al santuari de Kharayeb formaven part del mateix culte que incloïa els santuaris d'Umm al-Amad, el de Sarepta i possiblement el de Tir. Aquestes pràctiques compartides inclouen la realització de rituals, la dedicació d'estàtues de pedra i terracota i l'ús d'inscripcions dedicades en tota la regió de l'interior de Tir. El Temple Oriental d'Umm al-Amad va produir dotze estatuetes de terracota, la majoria recuperades de la «Capella del Tron». Aquestes figuretes pertanyen al tipus associat al temple de Kharayeb. A més de la dedicació de les figuretes, els rituals practicats al santuari de Kharayeb incloïen abocar olis de lacrimatoris, i libacions abocades en càntirs menuts i mitjans. El gran nombre d'estatuetes de fang descobertes palesa la intensa activitat religiosa al temple fenici entre els segles IV i I ae. El petit interior del temple es netejava periòdicament d'ofrenes per a deixar espai per a noves estatuetes. Com a resultat, es van emmagatzemar al voltant de 8.000 estatuetes de terracota en una favissa excavada. Les estatuetes de Kharayeb retrataven aspectes de la societat fenícia local al llarg de molts segles, subratllant constantment el significat de la maternitat i la infantesa per a les persones que freqüentaven el temple. Durant el període preaquemènida, un gran nombre d'estatuetes representava dones embarassades, i en el període hel·lenístic es trobaren moltes representacions de xiquets i xiquetes jugant amb animals o amb instruments musicals. La petitesa dels objectes de culte indica la possible participació dels xiquets i xiquetes en els rituals.